# 4e session du Comité du patrimoine mondial
La 4e session du Comité du patrimoine mondial a eu lieu du 1er septembre 1980 au 5 septembre 1980 à Paris, en France.

## Participants
Les membres du comité du patrimoine mondial sont représentés par les États suivants :
- Algérie
- Argentine
- Australie (vice-présidence)
- Bulgarie
- Égypte
- Équateur
- États-Unis (vice-présidence)
- France (présidence)
- Ghana (vice-présidence)
- Irak
- Iran
- Italie
- Népal
- Nigeria
- Pakistan
- Panama (vice-présidence)
- Sénégal
- Soudan
- Suisse
- Tunisie (rapporteur)

La session inclut également les États et organisations suivantes :
- États observateurs :
  -  Allemagne de l'Ouest
  -  Arabie saoudite
  -  Brésil
  -  Canada
  -  Chypre
  -  Costa Rica
  -  Haiti
  -  Honduras
  -  Jordanie
  -  Libye
  -  Norvège
  -  Pologne
  -  Zaïre

- Organisations invitées à titre consultatif :
  - ICOMOS
  - UICN

- Organisations internationales gouvernementales et non-gouvernementales
  - Organisation arabe pour l'éducation, la culture et les sciences

## Patrimoine mondial

### Inscriptions
Le Comité décide de l'inscription sur la liste du patrimoine mondial 28 sites. 
L'Algérie, le Brésil, Chypre, le Honduras, Malte, le Pakistan et Panama connaissent leur première inscription.
Les critères indiqués sont ceux utilisés par l'Unesco depuis 2005, et non pas ceux employés lors de l'inscription des sites. Par ailleurs, les superficies mentionnées sont celles des biens actuels, qui ont pu être modifiées depuis leur inscription.
| Bien                                                                                      | Pays        | Type                                  | Superficie (ha) | Zone tampon (ha) | Lien | Notes | Coordonnées                          | Illus. |
| ----------------------------------------------------------------------------------------- | ----------- | ------------------------------------- | --------------- | ---------------- | ---- | --- | ------------------------------------ | ------ |
| Kalâa des Béni Hammad                                                                     | Algérie     | Culturel (iii)                        | 150             |                  | 102  | | 35° 49′ 05″ nord, 4° 47′ 13″ est     |        |
| Ville historique d'Ouro Preto                                                             | Brésil      | Culturel (i), (iii)                   |                 |                  | 124  | | 20° 23′ 20″ sud, 43° 30′ 22″ ouest   |        |
| Site de Burgess Shale                                                                     | Canada      | Naturel (vii), (viii)                 |                 |                  | 133  | Inclus en 1984 dans le site plus large des parcs des montagnes Rocheuses canadiennes.                                                                   | 51° 26′ 00″ nord, 116° 28′ 00″ ouest |        |
| Paphos                                                                                    | Chypre      | Culturel (iii), (vi)                  | 162,0171        |                  | 79   | L'inscription du site avait été ajournée l'année précédente.                                                                                            | 34° 45′ 29″ nord, 32° 24′ 22″ est    |        |
| Parc national de Redwood                                                                  | États-Unis  | Naturel (vii), (ix)                   | 41 571          |                  | 134  | | 41° 22′ 26″ nord, 123° 59′ 53″ ouest |        |
| Basse vallée de l'Aouache                                                                 | Éthiopie    | Culturel (ii), (iii), (iv)            |                 |                  | 10   | L'inscription du site avait été ajournée les deux années précédentes                                                                                    | 11° 06′ 00″ nord, 40° 34′ 44″ est    |        |
| Tiya                                                                                      | Éthiopie    | Culturel (i), (iv)                    |                 |                  | 12   | L'inscription du site avait été ajournée les deux années précédentes                                                                                    | 8° 26′ 06″ nord, 38° 36′ 43″ est     |        |
| Axoum                                                                                     | Éthiopie    | Culturel (i), (iv)                    |                 |                  | 15   | L'inscription du site avait été ajournée les deux années précédentes                                                                                    | 14° 07′ 48″ nord, 38° 43′ 08″ est    |        |
| Basse vallée de l'Omo                                                                     | Éthiopie    | Culturel (iii), (iv)                  |                 |                  | 17   | L'inscription du site avait été ajournée les deux années précédentes                                                                                    | 4° 48′ 00″ nord, 35° 58′ 01″ est     |        |
| Bâtiments traditionnels Asante                                                            | Ghana       | Culturel (v)                          |                 |                  | 35   | L'inscription du site avait été ajournée l'année précédente                                                                                             | 6° 24′ 04″ nord, 1° 37′ 34″ ouest    |        |
| Site maya de Copán                                                                        | Honduras    | Culturel (iv), (vi)                   | 15,095          |                  | 129  | | 14° 51′ 00″ nord, 89° 07′ 59″ ouest  |        |
| Centre historique de Rome                                                                 | Italie      | Culturel (i), (ii), (iii), (iv), (vi) | 1 430,8         |                  | 91   | Étendu en 1990. | 41° 53′ 24″ nord, 12° 29′ 31″ est    |        |
| Église et couvent dominicain de Santa Haria delle Grazie avec La Cène de Léonard de Vinci | Italie      | Culturel (i), (ii)                    | 1,5             |                  | 93   | | 45° 27′ 58″ nord, 9° 10′ 16″ est     |        |
| Hypogée de Hal Safliéni                                                                   | Malte       | Culturel (iii)                        | 0,13            |                  | 130  | | 35° 52′ 16″ nord, 14° 30′ 25″ est    |        |
| Ville de La Valette                                                                       | Malte       | Culturel (i), (vi)                    | 55,5            |                  | 131  | | 35° 54′ 04″ nord, 14° 30′ 50″ est    |        |
| Temples de Ggantija                                                                       | Malte       | Culturel (iv)                         | 3,155           | 167              | 132  | Étendu en 1992. | 36° 02′ 56″ nord, 14° 16′ 08″ est    |        |
| Røros                                                                                     | Norvège     | Culturel (iii), (iv), (v)             | 16 510          | 481 240          | 55   | Étendu en 2010. | 62° 34′ 26″ nord, 11° 23′ 10″ est    |        |
| Ruines archéologiques de Mohenjo Daro                                                     | Pakistan    | Culturel (ii), (iii)                  | 240             |                  | 138  | En 2009, rejet d'une extension qui aurait inclus les sites de Mehrgarh, Rehman Dheri (en) et Harappa.                                                   | 27° 19′ 44″ nord, 68° 08′ 20″ est    |        |
| Taxila                                                                                    | Pakistan    | Culturel (iii), (vi)                  |                 |                  | 139  | | 33° 46′ 44″ nord, 72° 53′ 17″ est    |        |
| Ruines bouddhiques de Takht-i-Bahi et vestiges de Sahr-i-Bahlol                           | Pakistan    | Culturel (iv)                         |                 |                  | 140  | | 34° 19′ 16″ nord, 71° 56′ 46″ est    |        |
| Fortifications de la côte caraïbe du Panama : Portobelo et San Lorenzo                    | Panama      | Culturel (i), (iv)                    |                 |                  | 135  | En péril depuis 2012. | 9° 33′ 14″ nord, 79° 39′ 22″ ouest   |        |
| Centre historique de Varsovie                                                             | Pologne     | Culturel (ii), (vi)                   | 25,93           | 666,78           | 30   | L'inscription du site avait été ajournée les deux années précédentes.                                                                                   | 52° 15′ 58″ nord, 21° 00′ 43″ est    |        |
| Ancienne ville de Bosra                                                                   | Syrie       | Culturel (i), (iii), (vi)             | 116,2           | 200,4            | 22   | L'inscription du site avait été ajournée les deux années précédentes. En péril depuis 2013.                                                             | 32° 31′ 05″ nord, 36° 28′ 55″ est    |        |
| Site de Palmyre                                                                           | Syrie       | Culturel (i), (ii), (iv)              | 1 640           | 16 800           | 23   | L'inscription du site avait été ajournée les deux années précédentes. En péril depuis 2013.                                                             | 34° 33′ 14″ nord, 38° 16′ 01″ est    |        |
| Parc national de l'Ichkeul                                                                | Tunisie     | Naturel (x)                           | 12 600          |                  | 8    | L'inscription du site avait été ajournée les deux années précédentes. En péril de 1996 à 2006.                                                          | 37° 10′ 00″ nord, 9° 40′ 00″ est     |        |
| Parc national de Durmitor                                                                 | Yougoslavie | Naturel (vii), (viii), (x)            | 32 100          |                  | 100  | L'inscription du site avait été ajournée l'année précédente. Bien situé au Monténégro depuis l'indépendance du pays en 2006.                            | 43° 07′ 59″ nord, 19° 01′ 01″ est    |        |
| Parc national de la Garamba                                                               | Zaïre       | Mixte (vii), (x)                      | 500 000         |                  | 136  | Bien situé dans l'actuelle république démocratique du Congo depuis le changement de nom du pays en 1997. En péril entre 1984 et 1992, puis depuis 1996. | 4° 00′ nord, 29° 15′ est             |        |
| Parc national de Kahuzi-Biega                                                             | Zaïre       | Culturel (x)                          | 600 000         |                  | 137  | Bien situé dans l'actuelle république démocratique du Congo depuis le changement de nom du pays en 1997. En péril depuis 1998.                          | 2° 30′ sud, 28° 45′ est              |        |

### Extension
Le bien suivant est étendu.
| Bien                                                                       | Pays        | Type                          | Superficie (ha) | Zone tampon (ha) | Lien | Notes | Coordonnées                       | Illus. |
| -------------------------------------------------------------------------- | ----------- | ----------------------------- | --------------- | ---------------- | ---- | --- | --------------------------------- | ------ |
| Région d'Ohrid, ses aspects culturels et historiques et son milieu naturel | Yougoslavie | Mixte (i), (iii), (iv), (vii) | 94 728,6        | 15 944,4         | 99   | Bien situé en Macédoine du Nord depuis l'indépendance de celle-ci en 1991. Le lac d'Ohrid est inscrit l'année précédente : le bien est étendu pour inclure la région culturelle et historique. Il porte le nom de « Patrimoine naturel et culturel de la région d'Ohrid » depuis 2006. Extension transfrontalière avec l'Albanie en 2019 | 41° 07′ 05″ nord, 20° 48′ 47″ est |        |

### Ajournements
Le Comité décide de différer l'inscription de plusieurs sites proposés.
| Site                                                                                         | Pays       | Notes | Coordonnées                         | Illus. |
| -------------------------------------------------------------------------------------------- | ---------- | --- | ----------------------------------- | ------ |
| Palais du Dey à Alger                                                                        | Algérie    | L'Algérie abandonne l'examen du bien l'année suivante. La casbah d'Alger, dont fait partie le palais, est inscrite au patrimoine mondial en 1992.                                                                                   | 36° 47′ 03″ nord, 3° 03′ 50″ est    |        |
| Citadelle de Sétif                                                                           | Algérie    | | 36° 11′ 29″ nord, 5° 24′ 15″ est    |        |
| Parc national archéologique de Guayabo de Turrialba                                          | Costa Rica | Le Costa Rica abandonne l'examen du bien en 1984, après plusieurs ajournements successifs. | 9° 58′ 22″ nord, 83° 41′ 27″ ouest  |        |
| Demeure historique de Santa Rosa                                                             | Costa Rica | Le Costa Rica abandonne l'examen du bien l'année suivante. | 10° 50′ 03″ nord, 85° 36′ 45″ ouest |        |
| Ruines d'Ujarrás                                                                             | Costa Rica | Le Costa Rica abandonne l'examen du bien l'année suivante. | 9° 50′ 00″ nord, 83° 48′ 00″ ouest  |        |
| Adoulis                                                                                      | Éthiopie   | Proposé dès 1978, l'Éthiopie abandonne l'examen du bien en 1981, après 2 nouveaux ajournements les années précédentes. Depuis l'indépendance de l'Érythrée en 1993, le site archéologique se situe dans ce pays.                    | 15° 15′ 47″ nord, 39° 39′ 38″ est   |        |
| Melka-Kontoure                                                                               | Éthiopie   | Proposé dès 1978, l'Éthopie abandonne l'inscription du site après plusieurs ajournements successifs les années suivantes. En 2012, le pays soumet à nouveau le site sur sa liste indicative, avec le site archéologique de Balchit. | 8° 40′ 41″ nord, 37° 38′ 00″ est    |        |
| Matara (en)                                                                                  | Éthiopie   | Depuis l'indépendance de l'Érythrée en 1993, le site archéologique se situe dans ce pays. | 14° 40′ 29″ nord, 39° 25′ 29″ est   |        |
| Yeha                                                                                         | Éthiopie   | Proposé dès 1978, l'Éthopie abandonne l'inscription du site en 1981 après plusieurs ajournements successifs. En 2020, le pays soumet à nouveau le site sur sa liste indicative sous le nom de « patrimoine culturel de Yeha ».      | 4° 16′ 41″ nord, 39° 01′ 00″ est    |        |
| Parc national du Mont Balé                                                                   | Éthiopie   | | 6° 40′ 00″ nord, 39° 40′ 00″ est    |        |
| Parc national des lacs Abijatta-Shalla                                                       | Éthiopie   | L'Éthopie abandonne l'inscription du site en 1981. | 7° 30′ nord, 38° 30′ est            |        |
| Couvent de Santa Giulia-San Salvatore (it)                                                   | Italie     | | 45° 32′ 23″ nord, 10° 13′ 46″ est   |        |
| Ville de Djenné                                                                              | Mali       | Inscrit au patrimoine mondial en 1988 sous le nom de « Villes anciennes de Djenné ». | 3° 54′ 20″ nord, 4° 33′ 18″ ouest   |        |
| Parc national de la Boucle du Baoulé                                                         | Mali       | | 14° nord, 9° ouest                  |        |
| Pays Dogon                                                                                   | Mali       | Inscrit au patrimoine mondial en 1989 sous le nom de « Falaises de Bandiagara (pays dogon) ». | 14° 20′ 00″ nord, 3° 25′ 00″ ouest  |        |
| Ville de Tombouctou                                                                          | Mali       | Inscrit au patrimoine mondial en 1988 sous le nom de « Tombouctou ». | 16° 46′ 33″ nord, 3° 00′ 34″ ouest  |        |
| Birni Gazargamu et Gambaru                                                                   | Nigeria    | | 13° 05′ 00″ nord, 12° 22′ 00″ est   |        |
| Sculptures rupestres sur le rocher sacré de Hunza (en) et aux environs de Gilsit et de Chila | Pakistan   | | 36° 18′ 48″ nord, 74° 41′ 10″ est   |        |
| Monuments historiques de Thatta                                                              | Pakistan   | Inscrits au patrimoine mondial en 1981 | 24° 44′ 46″ nord, 67° 55′ 28″ est   |        |
| Parc national des oiseaux de Djoudj                                                          | Sénégal    | Inscrit au patrimoine mondial en 1981 | 16° 30′ 00″ nord, 16° 10′ 00″ ouest |        |
| Alep                                                                                         | Syrie      | Inscrit au patrimoine mondial en 1986 sous le nom de « Vieille ville d'Alep » | 36° 12′ 09″ nord, 37° 09′ 46″ est   |        |

### Inscriptions rejetées
Le Comité décide de rejeter l'inscription de plusieurs sites proposés.
| Site                                 | Pays       | Notes | Coordonnées                         | Illus. |
| ------------------------------------ | ---------- | ----- | ----------------------------------- | ------ |
| Église d'Orosi                       | Costa Rica |       | 9° 47′ 50″ nord, 83° 51′ 20″ ouest  |        |
| Monument national à San José         | Costa Rica |       | 9° 56′ 05″ nord, 84° 04′ 15″ ouest  |        |
| Théâtre national                     | Costa Rica |       | 9° 55′ 59″ nord, 84° 04′ 37″ ouest  |        |
| Église de Nicoya                     | Costa Rica |       | 10° 08′ 35″ nord, 85° 27′ 12″ ouest |        |
| Site national historique d'Edison    | États-Unis |       | 40° 47′ 10″ nord, 74° 14′ 24″ ouest |        |
| Parc national du lac de Kainji       | Nigeria    |       | 10° 22′ 06″ nord, 4° 33′ 17″ est    |        |
| Vallée de Heidal (en)                | Norvège    |       | 61° 44′ 50″ nord, 9° 19′ 51″ est    |        |
| Centre commercial de Kjerringøy (en) | Norvège    |       | 67° 31′ 14″ nord, 14° 45′ 42″ est   |        |
| Manoir d'Eidsvoll (en)               | Norvège    |       | 60° 18′ 04″ nord, 11° 10′ 18″ est   |        |
| Ruines archéologiques à Harappa      | Pakistan   |       | 30° 37′ 44″ nord, 72° 51′ 50″ est   |        |